# Fisherman's Friend
Fisherman's Friend, slovensko Ribičev prijatelj, je blagovna znamka močnih mentolovih pastil, ki jih proizvajajo v Lofthouse, tovarni v Fleetwoodu v Angliji. 
Izumil jih je farmacevt James Lofthouse, leta 1865, da bi preprečil dihalne probleme ribičev, ki so delali v ekstremnih razmerah na severu. Sprva se je ta pripravek iz mentola in evkalipta nahajal v obliki olja, nato pa je Lofthouse izumil pastile, lažje za prenašanje. Prijatelji se jim reče zato, ker so jih tako imenovali mornarji in ribiči, ki so jih radi uživali. Uporabljala jih je tudi Margaret Thatcher, kadar jo je po dolgih govorih bolelo grlo.
Z leti so Fishermen's Friends postali tudi komercialno zelo uspešni in poznani, na voljo je več različnih okusov, dostopni pa so v mnogih državah.
1. ↑  »Fisherman's Friend-Still Very Sales Friendly«.